# Ernst Stojaspal
Ernst „Stoissi“ Stojaspal (* 14. Jänner 1925 in Wien; † 3. April 2002 in Moulins-lès-Metz) war ein österreichischer Fußballspieler auf der Position des Stürmers.

## Karriere

### Wien und die WM 1954
Ernst Stojaspal begann seine Karriere bei verschiedenen Wiener Fußballvereinen. Er spielte unter anderem für den FC Strindberg, Mautner Markhof und Simmering. 1939 kam der Stürmer zu Ostbahn XI, die dann allerdings im Rahmen einer Kriegsspielgemeinschaft als SG Reichsbahn auftrat. Mit den Reichsbahnern gelang ihm 1942 der Aufstieg in die erste Liga, damals als Gauliga firmierend. Schon bald erzielte er seinen ersten Erstligatreffer. Am Ende der Saison belegten die SG Reichsbahn und Wacker Wien die Plätze acht und neun. Bei einem Entscheidungsspiel um den Klassenerhalt am 15. August 1943 gewann Wacker 2:1.
Bei diesem Spiel war Stojaspal aber nicht mehr dabei, da er schon im Juni des Jahres zur Wehrmacht eingezogen und an die Ostfront geschickt wurde. Im Sommer 1944 ließ er sich während eines Heimaturlaubs von einem befreundeten Fußballkameraden und Kommunisten, Karl Lauterbach, den Arm brechen, um dem Fronteinsatz zu entgehen. Im Oktober 1944 wurde er in Wien vom Kriegsgericht der Division 177 neben weiteren Mitangeklagten der Wehrkraftzersetzung für schuldig erkannt und zu acht Jahren Haft verurteilt. Sein Verteidiger war der "Vereinsführer" des SC Ostmark Bruno Eckerl. Lauterbach und 13 weitere Angeklagte wurden am Schießplatz Kagran hingerichtet. Nach Kriegsende im Mai 1945 kam Stojaspal wieder frei. Seine vergleichsweise glimpfliche Bestrafung sorgte auch nach seiner Entlassung für Gesprächsstoff und es wurde eine nie bestätigte Gegenleistung für "Spitzeldienste" in seiner Widerstandsgruppe kolportiert.
Schon zur Saison 1945/46 spielte Ernst Stojaspal mit dem FK Austria Wien in der ersten Nachkriegssaison einer ersten österreichischen Liga. Schon in seiner ersten Saison stellte der Linksfuß und gute Techniker – der ob seiner etwas rundlichen Physis im Laufe seiner Karriere stets ein wenig kritisiert wurde – seine Bestmarke von 36 Toren in 22 Spielen auf. Insgesamt wurde er bis zu seinem Abschied von der Austria fünfmal Torschützenkönig mit einer Gesamtbilanz von 220 Toren in 183 Ligapartien. Dabei wurde er mit dem Verein 1949, 1950 und 1953 Österreichischer Meister, sowie zweimal Vizemeister. Dazu kamen die Cup-Siege von 1947 und 1948. Noch heute hält er den Torrekord bei der Austria und wurde nicht zuletzt darum in die Austria-Elf des Jahrhunderts gewählt. In der Nachkriegstorschützenliste der ersten österreichischen Liga liegt er auf Platz sechs. Der Erste, Hans Krankl, hat genau 100 Tore mehr erzielt.
Durch die großen Erfolge bei der Austria wurde Ernst Stojaspal im Jahre 1946 in die Nationalmannschaft einberufen. Beim 2:3 in Mailand gegen Italien erzielte er zudem gleich sein erstes Tor für Österreich. Seine wohl bedeutendsten Länderspiele absolvierte er bei der Weltmeisterschaft 1954 in der Schweiz. Österreich belegte sensationell den dritten Platz, Stojaspal trug dazu drei Tore bei. Im kleinen Finale gegen den Titelverteidiger Uruguay brachte er zudem mit seinem wohl wichtigsten Tor seiner Karriere Österreich mit 1:0 in Führung.

### Neuer Anfang in Frankreich
Nach den großen Erfolgen in Österreich lockte es Ernst Stojaspal ins Ausland. Er wurde Legionär in Frankreich, obgleich dies sein Karriereende in der Nationalmannschaft bedeutete. In Frankreich ging er zunächst zu Racing Straßburg, wo er bei seinem ersten Spiel in der höchsten französischen Liga drei Tore beim 5:1-Sieg gegen Nancy erzielte. In 189 Spielen schoss er insgesamt 74 Tore in der französischen Liga, wurde 1955 auch zweitbester Ligaschütze. Nach seiner Zeit in Straßburg spielte er außerdem noch bei AS Monaco, AS Béziers, AS Troyes-Savinienne und dem FC Metz, ehe er seine aktive Karriere im Jahre 1962 beendete.
Ernst Stojaspal versuchte sich nach seiner aktiven Karriere mit mäßigem Erfolg auch als Trainer in Frankreich, der Schweiz und Belgien. Zusätzlich betrieb er unter anderem auch ein Café, das „Café de Vienne“ in Monaco. Im Frühjahr 2002 verstarb er nach einer schweren Krankheit auf einem Spaziergang in der Nähe seines Altersheims in Metz im Alter von 77 Jahren an Herzschwäche.

## Erfolge
- 3. Platz mit der Österreichischen Nationalmannschaft bei der Weltmeisterschaft 1954
- 3 × Österreichischer Meister: 1949, 1950, 1953
- 2 × Österreichischer Cupsieger: 1948, 1949
- 5 × Österreichischer Torschützenkönig: 1946, 1947, 1948, 1952, 1953
- 32 Länderspiele und 15 Tore für die Österreichische Fußballnationalmannschaft von 1946 bis 1954.
- 5 Länderspiele mit der österreichischen B-Nationalmannschaft
- 6 Spiele in der Wiener Auswahl